# Bronice (województwo lubuskie)
Bronice – wieś w Polsce położona w województwie lubuskim, w powiecie żarskim, w gminie Jasień.
Przez miejscowość przebiega droga wojewódzka nr 294.
W latach 1975–1998 miejscowość administracyjnie należała do województwa zielonogórskiego.
Znaczna część budynków wiejskich pochodzi z XIX wieku i posiada wartości architektoniczne. Niektóre domy powstały na początku XX stulecia (nr 30, 36, 37, 46, 42), inne w pierwszej jego połowie (nr 34, 38). Dom nr 30 i stodoła przy nim zbudowane są w konstrukcji drewnianej i szachulcowej, dom nr 36 jest drewniany, częściowo obmurowany.